# Guvernul Gheorghe Tătărăscu (1)
Guvernul Gheorghe Tătărăscu (1) a fost un consiliu de miniștri care a guvernat România în perioada 5 ianuarie - 1 octombrie 1934.
La 1 octombrie 1934, premierul Gheorghe Tătărăscu a prezentat demisia Guvernului, dar Regele Carol al II-lea l-a însărcinat tot pe Tătărăscu să formeze un nou Guvern.

## Componența
- Președintele Consiliului de Miniștri

Gheorghe Tătărăscu (5 ianuarie - 1 octombrie 1934)
- Ministru de interne

Ion Inculeț (5 ianuarie - 1 octombrie 1934)
- Ministrul de externe

Nicolae Titulescu (10 ianuarie - 1 octombrie 1934)
- Ministrul finanțelor

Victor Slăvescu (5 ianuarie - 1 octombrie 1934)
- Ministrul justiției

Victor Antonescu (5 ianuarie - 1 octombrie 1934)
- Ministrul apărării naționale

General Nicolae Uică (5 ianuarie - 31 mai 1934)
ad-int. Gheorghe Tătărăscu (31 mai - 27 iunie 1934)
General Paul Angelescu (27 iunie - 1 octombrie 1934)
- Ministrul armamentului (Minister nou-înființat)

Gheorghe Tătărăscu (27 iunie - 1 octombrie 1934)
- Ministrul agriculturii și domeniilor

Gheorghe Cipăianu (5 ianuarie - 26 februarie 1934)
Vasile P. Sassu (26 februarie - 1 octombrie 1934)
- Ministrul industriei și comerțului

Gheorghe Tătărăscu (5 - 30 ianuarie 1934)
Vasile P. Sassu (30 ianuarie - 26 februarie 1934)
Nicolae Teodorescu (26 februarie - 1 octombrie 1934)
- Ministrul lucrărilor publice și comunicațiilor

Richard Franasovici (5 ianuarie - 1 octombrie 1934)
- Ministrul instrucțiunii publice, cultelor și artelor

Constantin Angelescu (5 ianuarie - 1 octombrie 1934)
- Ministrul muncii, sănătății și ocrotirii sociale

Constantin D. Dimitriu (5 ianuarie - 26 februarie 1934)
Dr. Ion Costinescu (26 februarie - 1 octombrie 1934)
- Ministru de stat

Alexandru Lapedatu (5 ianuarie - 1 octombrie 1934) 
De la 9 iunie 1934 a fost însărcinat cu conducerea Cultelor și Artelor din Ministerul Instrucțiunii Publice, Cultelor și Artelor, cu toate serviciile și personalul aferent, precum și cu Subsecretariatul Minorităților de la Președinția Consiliului de Miniștri. Pe tot timpul cât a îndeplinit aceste atribuțiuni a purtat titlul de ministru al cultelor și artelor. (Ministerul nu s-a scindat)
- Ministru de stat

Ion Nistor (5 ianuarie - 1 octombrie 1934) 
De la 9 iunie 1934 a fost însărcinat cu conducerea unora din direcțiile și serviciile din Ministerul Muncii, Sănătății și Ocrotirii Sociale. Pe tot timpul cât a îndeplinit aceste atribuțiuni a purtat titlul de ministru al muncii. (Ministerul nu s-a scindat)
- Ministru de stat

General Paul Angelescu (5 ianuarie - 27 iunie 1934)
- Ministru de stat

Constantin Xeni (26 februarie - 1 octombrie 1934)

## Sursa
- Stelian Neagoe - "Istoria guvernelor României de la începuturi - 1859 până în zilele noastre - 1995" (Ed. Machiavelli, București, 1995)

| Precedat(ă) de: Guvernul Constantin Angelescu | Guvernul Gheorghe Tătărăscu (1) 5 ianuarie - 1 octombrie 1934 | Succedat(ă) de: Guvernul Gheorghe Tătărăscu (2) |